# 8 marca
8 marca jest 67. (w latach przestępnych 68.) dniem w kalendarzu gregoriańskim. Do końca roku pozostaje 298 dni.

## Święta
- Imieniny obchodzą: Antoni, Apoloniusz, Arian, Beata, Feliks, Filemon, Filemona, Franciszek, Herenia, Jan, Julian, Miłogost, Poncjusz, Stefan, Szymon, Teotyk i Wincenty,
- Albania, Bośnia i Hercegowina, Serbia, Czarnogóra, Słowenia, Macedonia Północna, Bułgaria, Rumunia – Dzień Matki
- Międzynarodowe
  - Dzień Kobiet
  - Międzynarodowy Dzień Praw Kobiet
- Syria – Święto Rewolucji
- Wspomnienia i święta Kościoła katolickiego obchodzą[1][2]:
  - bł. Faustyn Míguez (pijar)
  - św. Jan Boży (założyciel zakonu bonifratrów)
  - św. Stefan z Obazine (opat)
  - święci Teotyk i Arian (męczennicy egipscy)

## Wydarzenia w Polsce
- 1254 – Paczków otrzymał prawa miejskie.
- 1297 – Drawsko Pomorskie otrzymało prawa miejskie.
- 1440 – W katedrze wawelskiej delegacja stanów węgierskich ofiarowała Władysławowi III Warneńczykowi koronę Węgier.
- 1472 – Poświęcono Bazylikę Katedralną Wniebowzięcia Najświętszej Maryi Panny w Pelplinie.
- 1521 – Wojna pruska: został odparty atak krzyżaków na Elbląg.
- 1701 – Gdańsk uchwalił pierwszą na ziemiach polskich ustawę wekslową.
- 1739 – Spłonęła niemal doszczętnie zabudowa Lądka-Zdroju.
- 1765 – Król Stanisław August Poniatowski darował Wadowice staroście stęgwilskiemu i regimentarzowi wojsk koronnych na Ukrainie Adamowi Mrozowickiemu.
- 1769 – Konfederacja barska: Rosjanie zdobyli twierdzę Okopy Świętej Trójcy.
- 1920 – Rząd II Rzeczpospoliej oficjalnie odmówił uznania Białoruskiej Republiki Ludowej.
- 1939 – W Gdyni otwarto Kinoteatr „Gwiazda”.
- 1944:
  - Niemcy spacyfikowali wieś Jamy pod Ostrowem Lubelskim, mordując 152 mieszkańców.
  - W Bednarowie koło Stanisławowa oddział UPA dokonał w nocy z 7 na 8 marca masakry 250 Polaków.
  - W komorach gazowych obozu Auschwitz-Birkenau zamordowano 3792 czeskich Żydów.
  - W odwecie za straty poniesione w potyczce z polskimi partyzantami Niemcy spacyfikowali wieś Jabłoń-Dobki w Okręgu Białystok, mordując 93 mieszkańców.
- 1945:
  - Armia Czerwona zajęła Kościerzynę, Skarszewy i Słupsk.
  - Założono męski klub siatkarski AZS Częstochowa.
- 1946 – Wydano dekret na mocy którego na własność państwa polskiego przeszły wszelkie majątki Rzeszy Niemieckiej i Wolnego Miasta Gdańska oraz ich obywateli.
- 1948 – W Łodzi założono Wyższą Szkołę Filmową – „Filmówkę”.
- 1953 – Władze zawiesiły wydawanie „Tygodnika Powszechnego”.
- 1957 – Edward Gierek został I sekretarzem KW PZPR w Katowicach.
- 1959 – Uruchomiono komunikację tramwajową w Częstochowie.
- 1964 – Odbył się ingres arcybiskupa metropolity krakowskiego Karola Wojtyły do katedry wawelskiej.
- 1968 – Wiec studencki na Uniwersytecie Warszawskim zapoczątkował tzw. wydarzenia marcowe.
- 1975:
  - W Katowicach rozpoczęły się VI Halowe Mistrzostwa Europy w Lekkoatletyce.
  - W Słupsku otwarto pierwszą w kraju pizzerię.
- 1981 – Założono skrajne prorządowe Zjednoczenie Patriotyczne „Grunwald”. Przewodniczącym został reżyser filmowy Bohdan Poręba.
- 1984:
  - Uwodziciel Jerzy Kalibabka został skazany na 15 lat pozbawienia wolności i ponad milion starych złotych grzywny.
  - Założono Muzeum Historii Polskiego Ruchu Ludowego w Warszawie.
- 1990 – Odrodzenie samorządu terytorialnego; Sejm kontraktowy uchwalił znoszącą rady narodowe zmianę Konstytucji, ustawę o samorządzie terytorialnym oraz ordynację wyborczą do rad gmin.
- 1991 – Wszedł do służby okręt transportowo-minowy ORP „Poznań”.
- 2008 – Powstało Narodowe Archiwum Cyfrowe.
- 2015 – Otwarto pierwszy odcinek II linii warszawskiego metra.
- 2019 – Ukazał się ostatni numer miesięcznika „Twój Weekend”.

## Wydarzenia na świecie

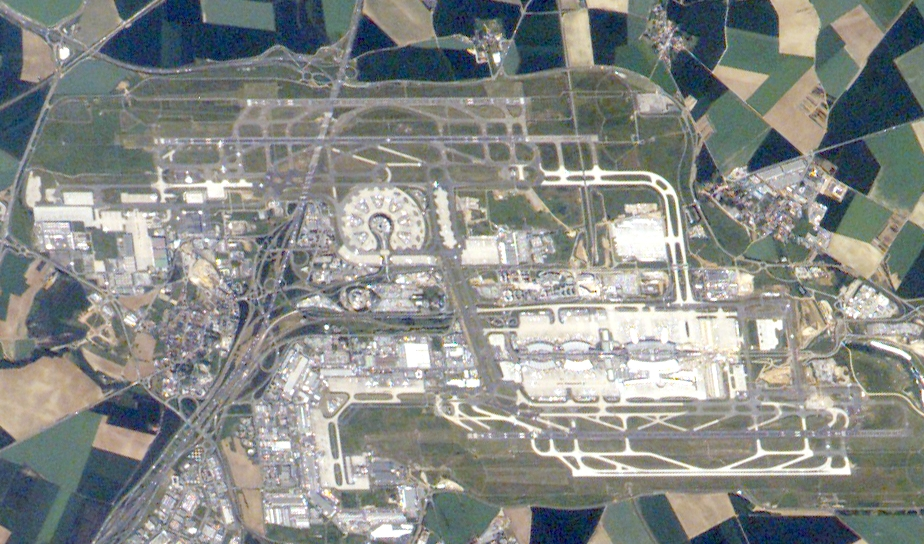
Port lotniczy im. Charles’a de Gaulle’a na zdjęciu satelitarnym

- 1010 – Perski poeta Ferdousi zakończył pisanie Szahname, narodowego eposu Persów i Tadżyków.
- 1126 – Alfons VII Imperator został królem Leónu i Kastylii.
- 1144 – Gerardo Caccianemici został wybrany na papieża i przybrał imię Lucjusz II.
- 1198 – Filip Szwabski został wybrany w Moguncji na króla Niemiec.
- 1558 – Pori w Finlandii uzyskało prawa miejskie.
- 1576 – Konkwistador Diego García de Palacio odkrył w zachodnim Hondurasie ruiny miasta Majów Copán.
- 1618 – Niemiecki matematyk i astronom Johannes Kepler sformułował swoje trzecie prawo.
- 1626 – Założono miasto Santa Juana w środkowym Chile.
- 1658 – Dania i Szwecja zawarły pokój w Roskilde.
- 1669 – Potężna erupcja Etny zniszczyła część miasta Katania.
- 1702 – Anna Stuart została królową Anglii, Szkocji i Irlandii.
- 1706 – Założono Wiener Stadtbank.
- 1707 – W Her Majesty’s Theatre w Londynie odbyła się premiera sztuki Strategia gołych kawalerów George’a Farquhara.
- 1722 – Zwycięstwo wojsk afgańskich nad irańskimi w bitwie pod Gulnabadem.
- 1736 – Nadir Szah Afszar został koronowany na szacha Iranu.
- 1781 – Marco Antonio Gentile został dożą Genui.
- 1782 – Wojna o niepodległość Stanów Zjednoczonych: 94 Indian zostało zamordowanych przez amerykańską milicję na terenie misji braci czeskich w pobliżu miejscowości Gnadenhutten (Ohio).
- 1801 – Wyprawa Napoleona do Egiptu: rozpoczęła się francusko-brytyjska bitwa pod Kanopą.
- 1816 – Przyszli papieże Leon XII i Pius VIII zostali kardynałami.
- 1817 – Założono Nowojorską Giełdę Papierów Wartościowych (NYSE).
- 1844 – Oskar I został królem Szwecji i Norwegii.
- 1861 – Niemiecki astronom Ernst Tempel odkrył planetoidę (65) Cybele.
- 1862:
  - Wojna secesyjna: rozpoczęła się bitwa w zatoce Hampton Roads, gdzie pierwszy raz w historii doszło do starcia okrętów pancernych; zwycięstwo wojsk Unii w bitwie pod Pea Ridge.
  - W publicznej egzekucji we francuskim Montluel został ścięty na gilotynie seryjny morderca młodych kobiet Martin Dumollard.
- 1868 – 11 francuskich marynarzy zostało zamordowanych przez samurajów w japońskim porcie Sakai pod Osaką.
- 1889 – José Mariano Jiménez Wald został premierem Peru.
- 1893 – Francuski astronom Auguste Charlois odkrył planetoidę (358) Apollonia.
- 1899 – Założono klub piłkarski Eintracht Frankfurt.
- 1902 – Brytyjski transatlantyk „SS Merion“ wypłynął w swój dziewiczy rejs z Liverpoolu do Bostonu.
- 1905 – Niemiecki astronom Max Wolf odkrył planetoidę (559) Nanon.
- 1910:
  - Francuzka Raymonde de Laroche jako pierwsza kobieta na świecie uzyskała licencję pilota.
  - Podczas II Międzynarodowego Zjazdu Kobiet Socjalistek w Kopenhadze ogłoszono dzień 8 marca Międzynarodowym Dniem Kobiet.
- 1911 – Założono brytyjski oddział amerykańskiego koncernu Ford Motor Company.
- 1913 – Została założona krótkotrwała Federal League, będąca jedną z trzech głównych lig baseballowych w USA.
- 1918 – I wojna światowa: na terytorium okupowanej przez Niemców guberni kurlandzkiej utworzono efemeryczne Księstwo Kurlandii i Semigalii.
- 1920:
  - Dania, Kuba i Szwajcaria przystąpiły do Ligi Narodów.
  - Syryjski Kongres Narodowy proklamował niepodległość Królestwa Wielkiej Syrii. Jej królem został ogłoszony Fajsal I.
- 1921:
  - Premier Hiszpanii Eduardo Dato Iradier został zamordowany w Madrycie przez dwóch katalońskich anarchistów.
  - Wojska francuskie rozpoczęły półroczną okupację miast Düsseldorf, Duisburg w związku z niewypłacaniem przez Niemcy reparacji wojennych.
- 1924 – W katastrofie w kopalni węgla kamiennego w Castle Gate w stanie Utah zginęło 171 górników.
- 1926 – Dirk Jan de Geer został premierem Holandii.
- 1931 – Założono klub koszykarski Real Madryt.
- 1935 – W Tokio padł pies o imieniu Hachikō, który przez 10 lat po śmierci właściciela czekał popołudniami na stacji metra na jego powrót z pracy.
- 1937 – Hiszpańska wojna domowa: rozpoczęła się bitwa pod Guadalajarą.
- 1940 – W III Rzeszy wydano tzw dekrety polskie regulujące sytuację polskich robotników przymusowych.
- 1942 – Wojna na Pacyfiku:
  - Holendrzy poddali się na Jawie wojskom japońskim.
  - Wojska japońskie zajęły ewakuowany przez Brytyjczyków Rangun.
- 1943 – Bitwa o Atlantyk: niemiecki okręt podwodny U-156 został zatopiony na wschód od Barbadosu przez amerykański bombowiec Consolidated PBY Catalina, w wyniku czego zginęła cała, 53-osobowa załoga.
- 1944 – Rozpoczęła się brytyjsko-japońska bitwa o Imphal w Indiach Brytyjskich.
- 1945 – Front zachodni: wojska kanadyjskie zdobyły niemieckie miasto Xanten.
- 1946 – Rozpoczął się zwołany przez władze stalinowskie tzw. pseudosobór lwowski na którym zniesiono unię brzeską i przyłączono Ukraińską Cerkiew Greckokatolicką do Rosyjskiego Kościoła Prawosławnego.
- 1950:
  - Rozpoczęto seryjną produkcję VW Transportera.
  - ZSRR ogłosił, że dysponuje bombą atomową.
- 1954 – Dokonano oblotu amerykańskiego śmigłowca wielozadaniowego Sikorsky H-34 Choctaw.
- 1955 – W fabryce w Ankarze zjechał z linii montażowej pierwszy ciągnik rolniczy marki Türk Traktör.
- 1957 – Ghana została członkiem ONZ.
- 1958:
  - Jemen Północny przystąpił do konfederacji Zjednoczonych Państw Arabskich.
  - Wystartował kazachski kanał telewizyjny Qazaqstan.
- 1959 – George Lincoln Rockwell założył Amerykańską Partię Nazistowską (ANP).
- 1963 – Partia Baas przejęła władzę w Syrii.
- 1965 – Należący do Aerofłotu samolot Tu-124 rozbił się podczas startu z lotniska w Samarze (wówczas Kujbyszew), w wyniku czego zginęło 25 osób.
- 1966:
  - 8064 osoby zginęły na skutek trzęsienia ziemi, które nawiedziło chińskie miasto Xingtai.
  - W Dublinie IRA wysadziła w powietrze Kolumnę Nelsona.
- 1968 – Na północny zachód od Hawajów zatonął radziecki okręt podwodny o napędzie diesel-elektrycznym K-129, w wyniku czego zginęło 86 członków załogi.
- 1970 – Prezydent Cypru abp Makarios III został ranny po zestrzeleniu jego helikoptera przez zamachowców.
- 1971:
  - W bokserskim „pojedynku stulecia” w Nowym Jorku Joe Frazier pokonał Muhammada Alego.
  - W miejscowości Media w Pensylwanii grupa aktywistów włamała się do siedziby FBI, kradnąc i następnie przekazując mediom dokumenty dotyczące programu COINTELPRO, składającego się z tajnych i niekiedy nielegalnych operacji śledzenia, infiltrowania i zakłócania działania amerykańskich organizacji politycznych.
- 1973:
  - IRA dokonała w Londynie dwóch zamachów z użyciem samochodów-pułapek, w wyniku czego zginęła 1 osoba, a ponad 200 zostało rannych.
  - W zbojkotowanym przez katolików referendum w Irlandii Północnej 98% głosujących opowiedziało się za pozostaniem prowincji w ramach Wielkiej Brytanii.
- 1974:
  - Otwarto Port lotniczy im. Charles’a de Gaulle’a w Paryżu.
  - Ukazał się album Queen II brytyjskiego zespołu Queen.
- 1979:
  - Mohamed Ben Ahmed Abdelghani został premierem Algierii.
  - Przedsiębiorstwo Philips zaprezentowało płytę kompaktową.
- 1980 – W Tbilisi rozpoczął się pierwszy oficjalny festiwal rockowy w ZSRR „Wiosenne Rytmy”, uważany za punkt zwrotny w historii radzieckiej i rosyjskiej rockowej.
- 1983:
  - Rozpoczęto sprzedaż komputera osobistego IBM PC/XT.
  - W przemówieniu do Narodowego Stowarzyszenia Ewangelików prezydent USA Ronald Reagan nazwał ZSRR „imperium zła”.
- 1985 – W Bejrucie 80 osób zginęło, a ponad 200 zostało rannych w wyniku nieudanego zamachu bombowego na duchowego przywódcę libańskich szyitów, szejka Muhammada Husajna Fadl Allaha.
- 1993 – Stacja MTV wyemitowała pierwszy odcinek serialu animowanego Beavis i Butt-head autorstwa Mike’a Judge’a.
- 1996 – Premiera amerykańskiej czarnej komedii kryminalnej Fargo w reżyserii Joela i Ethana Coenów.
- 1999 – Lamine Sidimé został premierem Gwinei.
- 2001 – Talibowie zniszczyli posągi Buddy w Bamianie (Afganistan).
- 2003:
  - 20 osób zginęło w katastrofie autobusu w miejscowości Nažidla pod Czeskim Krumlovem.
  - 54% głosujących w referendum obywateli Malty opowiedziało się za przystąpieniem kraju do Unii Europejskiej.
- 2005 – Rosyjskie siły zbrojne obwieściły śmierć w wyniku akcji służb specjalnych przywódcy czeczeńskich separatystów Asłana Maschadowa.
- 2006 – 3 osoby zginęły, a 19 zostało rannych w samobójczym zamachu bombowym w tureckim mieście Wan.
- 2009:
  - Co najmniej 28 osób zginęło w samobójczym zamachu bombowym przed akademią policyjną w Bagdadzie.
  - W Korei Północnej odbyły się wybory do Najwyższego Zgromadzenia Narodowego.
- 2010 – W trzęsieniu ziemi w Elazığ w Turcji zginęły 42 osoby, a ponad 70 zostało rannych.
- 2011 – W zamachu bombowym w Fajsalabadzie we wschodnim Pakistanie zginęło co najmniej 25 osób, a co najmniej 127 zostało rannych. Do zamachu przyznała się organizacja Tehrik-i-Taliban.
- 2012 – Bojówkarze z nigeryjskiej islamistycznej sekty Boko Haram zamordowali dwóch przetrzymywanych inżynierów z Wielkiej Brytanii i Włoch, kiedy do nieudanej akcji odbicia zakładników przystąpiły siły brytyjsko-nigeryjskie.
- 2013 – Miloš Zeman został zaprzysiężony na urząd prezydenta Czech.
- 2014 – Zaginął bez śladu lecący z Kuala Lumpur do Pekinu Boeing 777-200ER linii Malaysia Airlines z 227 pasażerami i 12 członkami załogi na pokładzie.
- 2015 – Francuz Yohann Diniz ustanowił podczas mistrzostw kraju w Arles rekord świata w chodzie na 20 km (1:17:02).

## Eksploracja kosmosu
- 1986 – Japońska sonda Suisei minęła w odległości 151 tys. km Kometę Halleya.
- 2001 – Na pokładzie wahadłowca Discovery na Międzynarodową Stację Kosmiczną przybyła jej druga stała załoga.

## Urodzili się
- 1231 – Ibn Mujassar, egipski historyk (zm. 1278)
- 1286 – Jan III Dobry, książę Bretanii (zm. 1341)
- 1293 – Beatrycze Kastylijska, królowa Portugalii (zm. 1359)
- 1495:
  - Jan Boży, portugalski zakonnik, założyciel zakonu bonifratrów, święty (zm. 1550)
  - Rosso Fiorentino, włoski malarz, rysownik, dekorator (zm. 1540)
- 1527 – Marcin Gerstmann, niemiecki duchowny katolicki, biskup wrocławski, starosta generalny Śląska (zm. 1585)
- 1566:
  - Giuseppe Biancani, włoski jezuita, matematyk, astronom (zm. 1624)
  - Carlo Gesualdo, włoski kompozytor, lutnista (zm. 1613)
- 1585 – Jan Macias, hiszpański dominikanin, święty (zm. 1645)
- 1607 – Johann Rist, niemiecki teolog ewangelicki, poeta, dramaturg, purysta językowy (zm. 1667)
- 1617 – Tytus Burattini, włoski fizyk, architekt, geograf, egiptolog, mincerz, twórca miary powszechnej (zm. 1682)
- 1658 – Thomas Trevor, brytyjski arystokrata, prawnik, polityk (zm. 1730)
- 1662 – August Wilhelm, książę Brunszwiku-Lüneburga (zm. 1731)
- 1712 – John Fothergill, brytyjski lekarz, botanik, filantrop (zm. 1780)
- 1713 – Giancarlo Passeroni, włoski poeta (zm. 1803)
- 1714:
  - Carl Philipp Emanuel Bach, niemiecki kompozytor, pianista, syn Jana Sebastiana (zm. 1788)
  - Jan Bielski, polski jezuita, historyk, dramaturg (zm. 1768)
- 1724 – Ernest Fryderyk, książę Saksonii-Coburg-Saalfeld (zm. 1800)
- 1726 – Richard Howe, brytyjski arystokrata, admirał, polityk (zm. 1799)
- 1735 – Jakub de la Lande, francuski duchowny katolicki, męczennik, błogosławiony (zm. 1792)
- 1736 – Luc Siméon Dagobert, francuski generał (zm. 1794)
- 1747 – Johann Peter Melchior, niemiecki rzeźbiarz, projektant porcelany (zm. 1825)
- 1748:
  - Iwo Andrzej Guillon de Keranrum, francuski duchowny katolicki, męczennik, błogosławiony (zm. 1792)
  - Wilhelm V Orański, stadhouder Republiki Zjednoczonych Prowincji (zm. 1806)
- 1751 – Giovanni Caccia-Piatti, włoski kardynał, wysoki urzędnik Kurii Rzymskiej (zm. 1833)
- 1752 – William Bingham, amerykański przedsiębiorca, polityk, dyplomata (zm. 1804)
- 1753 – William Roscoe, brytyjski pisarz, historyk, botanik (zm. 1831)
- 1761 – Jan Nepomucen Potocki, polski pisarz, podróżnik, polityk, historyk (zm. 1815)
- 1763 – Stanisław Dembowski, polski pułkownik (zm. ?)
- 1764 – Carlo Andrea Pozzo di Borgo, rosyjski polityk, dyplomata pochodzenia korsykańskiego (zm. 1842)
- 1778 – Jean-Toussaint Arrighi de Casanova, francuski generał, polityk (zm. 1853)
- 1783 – Hannah Van Buren, amerykańska pierwsza dama (zm. 1819)
- 1789 – Miguel Barragán, meksykański generał, polityk, tymczasowy prezydent Meksyku (zm. 1836)
- 1791 – Kazimierz Brodziński, polski poeta, krytyk literacki (zm. 1835)
- 1793 – Pierre Rayer, francuski dermatolog (zm. 1867)
- 1798 – Józef Cieszkowski, polski górnik, naczelnik kopalń (zm. 1867)
- 1799 – Simon Cameron, amerykański polityk, dyplomata (zm. 1889)
- 1804:
  - Kazimierz Adamowski, polski szlachcic, polityk (zm. 1879)
  - Alvan Clark, amerykański grawer, portrecista, astronom, producent teleskopów soczewkowych i soczewek (zm. 1887)
- 1806 – Antonio María Esquivel, hiszpański malarz (zm. 1857)
- 1808 – Jean Baptiste Epalle, francuski duchowny katolicki, misjonarz, biskup, wikariusz apostolski Melanezji i Mikronezji (zm. 1845)
- 1811 – Jan Tyssowski, polski działacz polityczny, dowódca powstania krakowskiego (zm. 1857)
- 1812 – Louis Gurlitt, niemiecki malarz (zm. 1897)
- 1813 – Christopher Pearse Cranch, amerykański pastor, poeta, malarz (zm. 1892)
- 1818 – William Stirling, szkocki historyk, polityk, pisarz, bibliofil, historyk sztuki (zm. 1878)
- 1822 – Ignacy Łukasiewicz, polski aptekarz, wynalazca lampy naftowej, pionier przemysłu naftowego (zm. 1882)
- 1830 – João de Deus, portugalski poeta (zm. 1896)
- 1838 – Seweryn Henzel, polski ziemianin, polityk (zm. 1907)
- 1839:
  - Josephine Cochrane, amerykańska gospodyni domowa, wynalazczyni zmywarki do naczyń (zm. 1913)
  - James Mason Crafts, amerykański chemik (zm. 1906)
- 1841:
  - Oliver Wendell Holmes Jr., amerykański prawnik (zm. 1935)
  - Josef Zukal, czeski historyk, archiwista, pedagog (zm. 1929)
- 1847 – Stanisław Warmiński, polski lekarz, podróżnik (zm. 1905)
- 1855:
  - Hans Friedrich Gadow, niemiecki ornitolog, zoolog (zm. 1928)
  - Karl von Goebel, niemiecki botanik (zm. 1932)
- 1859 – Kenneth Grahame, brytyjski pisarz (zm. 1932)
- 1863 – Frank Fetter, amerykański ekonomista, wykładowca akademicki (zm. 1949)
- 1864 – Zygmunt Niedźwiecki, polski pisarz, dziennikarz, tłumacz (zm. 1915)
- 1865 – Leo Belmont, polski pisarz, scenarzysta filmowy, tłumacz, esperantysta pochodzenia żydowskiego (zm. 1941)
- 1866 – Maria Adolfina Dierk, holenderska misjonarka, męczennica, święta (zm. 1900)
- 1869 – Aleksandra Szyperska, polska działaczka narodowa, radna Rady Miejskiej w Katowicach (zm. 1938)
- 1870 – Iwan Skworcow-Stiepanow, rosyjski działacz socjaldemokratyczny i komunistyczny (zm. 1928)
- 1871 – Carl Kronacher, niemiecki weterynarz, genetyk, wykładowca akademicki (zm. 1938)
- 1872 – Anna Held, amerykańska aktorka, piosenkarka pochodzenia polskiego (zm. 1918)
- 1873 – Jan Przanowski, polski prawnik, adwokat, polityk, poseł na Sejm RP (zm. 1941)
- 1874:
  - Herbert Loveitt, brytyjski rugbysta (zm. 1909)
  - Gabriel Scott, norweski poeta, dramaturg pochodzenia szkockiego (zm. 1958)
- 1875:
  - Piotr Gannuszkin, rosyjski psychiatra (zm. 1933)
  - Franciszek Jan Pułaski, polski hrabia, historyk, polityk, dyplomata (zm. 1956)
- 1876:
  - Hraczia Aczarian, ormiański lingwista, etymolog, filolog (zm. 1953)
  - Franco Alfano, włoski pianista, kompozytor (zm. 1954)
  - Zygmunt Moczarski, polski biolog, zootechnik, lekarz (zm. 1957)
- 1877:
  - Carl Mannich, niemiecki chemik (zm. 1947)
  - Šatrijos Ragana, litewska pisarka, tłumaczka (zm. 1930)
  - Jan Stach, polski zoolog, pedagog, działacz sportowy (zm. 1975)
- 1878 – Jan Szczepkowski, polski rzeźbiarz, malarz (zm. 1964)
- 1879:
  - Otto Hahn, niemiecki fizykochemik, laureat Nagrody Nobla (zm. 1968)
  - Bohumil Haluzický, słowacki pisarz, publicysta, krytyk i historyk literatury (zm. 1957)
  - Mechtilde Lichnowsky, niemiecka pisarka (zm. 1958)
- 1882:
  - Charles Devendeville, francuski pływak, piłkarz wodny (zm. 1914)
  - Maksymilian Landau, polski oficer artylerii (zm. 1940)
- 1885 – Bert Solomon, brytyjski rugbysta (zm. 1961)
- 1886:
  - Edward Calvin Kendall, amerykański biochemik, laureat Nagrody Nobla (zm. 1972)
  - Stefan Różycki, polski anatom (zm. 1953)
- 1889 – Stefan Nehmé, libański maronita, zakonnik, błogosławiony (zm. 1938)
- 1890:
  - Eugeniusz Baziak, polski duchowny katolicki, arcybiskup metropolita lwowski, administrator apostolski archidiecezji krakowskiej (zm. 1962)
  - Peter Cashin, kanadyjski polityk (zm. 1977)
- 1891:
  - Witold Budryk, polski górnik, doktor nauk technicznych (zm. 1958)
  - Eugeniusz Kulesza, polski marianin, męczennik, Sługa Boży (zm. 1941)
- 1892:
  - Alaksandr Czarwiakou, białoruski polityk komunistyczny (zm. 1937)
  - Omer Demeuldre, francuski pilot wojskowy, as myśliwski (zm. 1918)
  - Władysław Horyd, kapitan piechoty Wojska Polskiego (zm. 1937)
  - Juana de Ibarbourou, urugwajska poetka (zm. 1979)
  - Charles Willoughby, amerykański generał major (zm. 1972)
- 1893:
  - Abd ar-Rahman Azzam, egipski polityk, dyplomata, pierwszy sekretarz generalny Ligi Państw Arabskich (zm. 1976)
  - Wiktor Deni, rosyjski satyryk, grafik, karykaturzysta (zm. 1946)
  - Józef Muślewski, polski major rezerwy artylerii (zm. 1940)
  - Władimir Szubrikow, radziecki działacz partyjny (zm. 1937)
  - Felicjana de Uribe Orbe, hiszpańska karmelitka miłosierdzia, męczennica, błogosławiona (zm. 1936)
- 1894 – Wäinö Aaltonen, fiński rzeźbiarz (zm. 1966)
- 1895:
  - Agatha Grigorescu-Bacovia, rumuńska poetka (zm. 1981)
  - Stefan Mękarski, polski bibliotekarz, publicysta, polityk, działacz emigracyjny (zm. 1985)
- 1896 – Gustav Kleikamp, niemiecki wiceadmirał (zm. 1952)
- 1897 – Herbert Otto Gille, niemiecki generał Waffen-SS (zm. 1966)
- 1898:
  - Theophilus Ebenhaezer Dönges, południowoafrykański polityk, prezydent-elekt RPA (zm. 1968)
  - Józef Kubiński, polski piłkarz, trener (zm. 1968)
- 1899 – Jan Ciecierski, polski aktor (zm. 1987)
- 1900 – Franciszek Białas, polski działacz socjalistyczny i związkowy (zm. 1970)
- 1902:
  - Arno Arthur Wachmann, niemiecki astronom (zm. 1990)
  - Leon Widermański, polski szachista (zm. 1965)
- 1903:
  - Józef Balcerzak, polski działacz robotniczy (zm. 1942)
  - Władysław Cetner, polski inżynier radiotechnik, konstruktor, naukowiec (zm. 1992)
- 1904:
  - Hedwig Bienkowski-Andersson, niemiecka aforystka, poetka, pisarka pochodzenia szwedzkiego (zm. 1984)
  - Charles Boxer, brytyjski major, historyk, tłumacz (zm. 2000)
  - Polikarp Lebiediew, radziecki polityk (zm. 1981)
- 1905:
  - Alajos Keserű, węgierski piłkarz wodny (zm. 1965)
  - Stanisława Nowicka, polska aktorka, tancerka i śpiewaczka kabaretowa (zm. 1990)
  - Aleksandr Rodimcew, radziecki generał pułkownik (zm. 1977)
- 1906:
  - Pierre Billotte, francuski generał dywizji, samorządowiec, polityk (zm. 1992)
  - Fritz Victor Hasselblad, szwedzki fotograf, inżynier, wynalazca, przedsiębiorca (zm. 1978)
  - Vincent J. McCauley, amerykański duchowny katolicki, biskup Fort Portal w Ugandzie, Sługa Boży (zm. 1982)
  - Zbigniew Zapasiewicz (ojciec), polski działacz społeczny (zm. 1937)
- 1907:
  - Konstandinos Karamanlis, grecki prawnik, polityk, premier i prezydent Grecji (zm. 1998)
  - Jan Pachoński, polski historyk wojskowości (zm. 1985)
  - Janina Skirlińska, polska gimnastyczka (zm. 1993)
- 1908 – Janina Godlewska-Bogucka, polska piosenkarka, aktorka (zm. 1992)
- 1909:
  - Kuri Kikuoka, japoński poeta, prozaik, krytyk literacki (zm. 1970)
  - László Rajk, węgierski działacz komunistyczny (zm. 1949)
- 1910 – Claire Trevor, amerykańska aktorka (zm. 2000)
- 1912:
  - Arsen Cebrzyński, polski porucznik pilot (zm. 1940)

- - Abdureim Reşidov, radziecki lotnik wojskowy (zm. 1984)
  - Joachim Schepke, niemiecki oficer Kriegsmarine, dowódca U-Bootów (zm. 1941)
  - Hilda Stevenson-Delhomme, seszelska lekarka i polityczka (zm. 2002)
- 1913:
  - Mouloud Feraoun, algierski pisarz francuskojęzyczny (zm. 1962)
  - Max Frei-Sulzer, szwajcarski biolog, kryminolog (zm. 1983)
- 1914:
  - Afonsinho, brazylijski piłkarz (zm. 1997)
  - Jacob Bakema, holenderski architekt (zm. 1981)
  - Jakow Zeldowicz, radziecki fizyk (zm. 1987)
- 1915:
  - Antonina Barczewska, polska aktorka, reżyserka teatralna (zm. 1986)
  - Tapio Rautavaara, fiński lekkoatleta, oszczepnik (zm. 1979)
  - Pelagia Scheffczyk, polska fakturzystka, kurierka ZWZ (zm. 1943)[3]
- 1916:
  - Ryszard Borello, włoski paulista, Sługa Boży (zm. 1948)
  - Aleksander Kułakowski, polski kapitan, cichociemny, żołnierz AK (zm. 1944)
  - Yvon Petra, francuski tenisista (zm. 1984)
  - Manuel van Loggem, holenderski psycholog, pisarz, krytyk literacki (zm. 1998)
- 1917:
  - Karl Frei, szwajcarski gimnastyk (zm. 2011)
  - George Gay, amerykański pilot wojskowy (zm. 1994)
  - Alberta Labuda, romanistka, pracownik naukowy (zm. 1999)
  - Hanna Skarżanka, polska aktorka, piosenkarka (zm. 1992)
- 1918:
  - Jadwiga Mora-Mieszkowska, polska lekarka, żołnierz AK, uczestniczka powstania warszawskiego (zm. 2005)
  - Poon Lim, chiński marynarz, rozbitek (zm. 1991)
- 1919:
  - Gierontij Kamajew, radziecki polityk (zm. 1985)
  - Józef Ozga-Michalski, polski poeta, prozaik, działacz ludowy, polityk, wicemarszałek Sejmu i wiceprzewodniczący Rady Państwa PRL (zm. 2002)
- 1920:
  - George Batchelor, australijsko-brytyjski naukowiec, specjalista w dziedzinie mechaniki płynów (zm. 2000)
  - Eva Dahlbeck, szwedzka aktorka (zm. 2008)
  - Ingemar Hedberg, szwedzki kajakarz (zm. 2019)
- 1921:
  - Cyd Charisse, amerykańska aktorka (zm. 2008)
  - Alan Hale Jr., amerykański aktor (zm. 1990)
  - Fritz Luchsinger, szwajcarski wspinacz (zm. 1983)
  - Luigi Sposito, włoski duchowny katolicki, biskup, wysoki urzędnik Kurii Rzymskiej (zm. 2004)
- 1922:
  - Ralph Baer, amerykański inżynier, wynalazca pochodzenia niemieckiego (zm. 2014)
  - Cyd Charisse, amerykańska aktorka, tancerka (zm. 2008)
  - Heinar Kipphardt, niemiecki pisarz (zm. 1982)
- 1923:
  - Henryk Czyż, polski kolarz szosowy (zm. 2014)
  - Siergiej Szaposznikow, rosyjski piłkarz, trener (zm. 2021)
- 1924:
  - Anthony Caro, brytyjski rzeźbiarz (zm. 2013)
  - Addie Wyatt, amerykańska działaczka związkowa (zm. 2012)
- 1926:
  - Francesco Faggi, włoski wioślarz (zm. 2016)
  - José Luis González, portorykański pisarz (zm. 1996)
  - Francisco Rabal, hiszpański aktor, reżyser i scenarzysta filmowy (zm. 2001)
- 1927:
  - Stanisław Kania, polski polityk, działacz komunistyczny, I sekretarz KC PZPR (zm. 2020)
  - Werner Potzernheim, niemiecki kolarz torowy (zm. 2014)
- 1928 – Martin Davis, amerykański matematyk (zm. 2023)
- 1929:
  - Franciszek Bernaś, polski pisarz i publicysta historyczny (zm. 2015)
  - Hebe Camargo, brazylijska prezenterka telewizyjna, aktorka (zm. 2012)
  - Elaine Edwards, amerykańska polityk, senator (zm. 2018)
  - Nina Pieriewierziewa, rosyjska polityk, kombajnistka kołchozu (zm. 2022)
  - Francisco Javier Prado Aránguiz, chilijski duchowny katolicki, biskup Rancagua (zm. 2020)
- 1930:
  - Piotr Bołotnikow, rosyjski lekkoatleta, długodystansowiec (zm. 2013)
  - Francesco Cuccarese, włoski duchowny katolicki, arcybiskup Acerenzy, Caserty i Pescary-Penne (zm. 2025)
  - Fausto Gardini, włoski tenisista (zm. 2008)
  - Zbigniew Grabowski, polski geotechnik, polityk (zm. 2019)
  - Douglas Hurd, brytyjski polityk, pisarz
  - Józef Mélèze-Modrzejewski, polski historyk świata antycznego, papirolog (zm. 2017)
  - Braulio Musso, chilijski piłkarz (zm. 2025)
  - Jurij Rytcheu, rosyjski pisarz (zm. 2008)
  - Ernst Tugendhat, czeski filozof (zm. 2023)
- 1931:
  - Szałwa Amonaszwili, gruziński pedagog, psycholog
  - Lloyd Knibb, jamajski perkusista, członek zespołu The Skatalites (zm. 2011)
  - Heinz Mack, niemiecki malarz, rzeźbiarz, fotograf, rysownik
  - Neil Postman, amerykański filozof, medioznawca, krytyk kultury pochodzenia żydowskiego (zm. 2003)
  - Gerald Potterton, kanadyjski reżyser, scenarzysta, animator i producent filmowy (zm. 2022)
  - Roman Wapiński, polski historyk, profesor nauk humanistycznych (zm. 2008)
- 1932:
  - Mostafa Czamran, irański wojskowy, fizyk (zm. 1981)
  - Rodolfo Quezada Toruño, gwatemalski duchowny katolicki, arcybiskup Gwatemali, kardynał (zm. 2012)
- 1933:
  - Ronnie Moore, nowozelandzki żużlowiec (zm. 2018)
  - Luca Ronconi, włoski reżyser teatralny (zm. 2015)
  - Józef Wiejacz, polski polityk, dyplomata (zm. 2017)
- 1934:
  - Bobby Haarms, holenderski piłkarz, trener (zm. 2009)
  - Francisco Rodríguez García, hiszpański piłkarz, trener (zm. 2022)
  - Martí Vergés, hiszpański piłkarz (zm. 2021)
  - Christian Wolff, amerykański kompozytor, filolog, pedagog
- 1935:
  - Akira Kitaguchi, japoński piłkarz
  - Henryk Krupa, polski lekarz, polityk, senator RP (zm. 2003)
  - Vasile Mariuțan, rumuński bokser (zm. 1999)
  - Antoni Jozafat Nowak, polski duchowny katolicki, franciszkanin, antropolog, psycholog (zm. 2013)
- 1936:
  - Józef Duriasz, polski aktor
  - Zbigniew Mateńko, polski piłkarz ręczny (zm. 2018)
  - Juozapas Matulaitis, litewski duchowny katolicki, biskup koszedarski
  - Gabriela Sarzała-Drabikowska, polska biochemik, profesor (zm. 1987)
  - Gábor Szabó, węgierski gitarzysta jazzowy (zm. 1982)
  - Janusz Zakrzeński, polski aktor, pedagog (zm. 2010)
- 1937:
  - Kłara Gusiewa, rosyjska łyżwiarka szybka (zm. 2019)
  - Juvénal Habyarimana, rwandyjski polityk, prezydent Rwandy (zm. 1994)
  - Zofia Helman, polska. muzykolog
  - Robert C. Jones, amerykański montażysta i scenarzysta filmowy (zm. 2021)
  - Jan Ścibiorek, polski kolarz szosowy, torowy i przełajowy (zm. 2019)
- 1938:
  - Oleg Czuchoncew, rosyjski poeta
  - Milan Galić, serbski piłkarz (zm. 2014)
  - Giorgio Puia, włoski piłkarz
- 1939:
  - Lidia Chmielnicka-Żmuda, polska siatkarka, trenerka (zm. 2002)
  - Abdusałam Gusiejnow, rosyjski filozof
  - Mike Lowry, amerykański polityk (zm. 2017)
  - Aleksander Meksi, albański polityk, premier Albanii
  - Peter Nicholls, australijski pisarz, krytyk i badacz literatury (zm. 2018)
  - Lidija Skoblikowa, rosyjska łyżwiarka szybka
  - Paride Tumburus, włoski piłkarz (zm. 2015)
- 1940:
  - Susan Clark, kanadyjska aktorka
  - Jiří Daler, czeski kolarz torowy
  - Stanisław Rodziński, polski malarz (zm. 2021)
  - Ramón Sáez, hiszpański kolarz szosowy
  - Tomasz Tarasin, polski operator filmowy i telewizyjny (zm. 2024)
  - Richard Williamson, angielski duchowny, ekskomunikowany biskup katolicki, literaturoznawca (zm. 2025)
- 1941:
  - Yves Galland, francuski prawnik, menedżer, prezes Boeing France, samorządowiec, polityk, minister przemysłu, eurodeputowany (zm. 2025)
  - Krystyna Konarska, polska piosenkarka (zm. 2021)
  - Alan Lowenthal, amerykański polityk pochodzenia żydowskiego
  - Maciej Łukasiewicz, polski dziennikarz, publicysta (zm. 2005)
  - Aleksiej Miszyn, rosyjski łyżwiarz figurowy, trener
  - Wilfrid Fox Napier, południowoafrykański duchowny katolicki, arcybiskup Durbanu, kardynał
  - Yvan Ylieff, belgijski i waloński historyk, samorządowiec, polityk
- 1942:
  - Dick Allen, amerykański baseballista (zm. 2020)
  - Irma Cordero, peruwiańska siatkarka (zm. 2019)
  - Reinhold Huhn, wschodnioniemiecki żołnierz wojsk granicznych (zm. 1962)
  - Ann Packer, brytyjska lekkoatletka, sprinterka
  - Ignacio Rodriguez-Iturbe, amerykański hydrolog pochodzenia wenezuelskiego (zm. 2022)
- 1943:
  - Valerio Massimo Manfredi, włoski pisarz, filolog klasyczny, archeolog
  - Lynn Redgrave, brytyjska aktorka (zm. 2010)
  - Józef Wiaderny, polski polityk, poseł na Sejm RP, działacz związkowy, przewodniczący OPZZ (zm. 2000)
- 1944:
  - Waldemar Łysiak, polski prozaik, eseista, publicysta, architekt
  - Katsumi Matsumura, japońska siatkarka
  - Siergiej Nikitin, rosyjski kompozytor, pieśniarz
  - Pepe Romero, hiszpański gitarzysta klasyczny i flamenco
- 1945:
  - Andrzej Marian Bartczak, polski pedagog, malarz, grafik, profesor nauk o sztukach pięknych (zm. 2025)
  - Bruce Broughton, amerykański kompozytor
  - Micky Dolenz, amerykański muzyk, członek zespołu The Monkees, aktor
  - Anselm Kiefer, niemiecki malarz
- 1946:
  - Jasna Diklić, bośniacka aktorka
  - Walentina Ewert, ukraińska lekkoatletka, oszczepniczka
  - Randy Meisner, amerykański piosenkarz, basista, kompozytor, członek zespołów: Eagles i Poco (zm. 2023)
  - Grzegorz Żemek, polski ekonomista, działacz gospodarczy
- 1947:
  - Mike Allsup, amerykański muzyk, członek zespołu Three Dog Night
  - Wojciech Bruszewski, polski reżyser i operator filmowy (zm. 2009)
  - Michael Hart, amerykański pisarz (zm. 2011)
  - Florentino Pérez, hiszpański działacz sportowy
  - Peter Persidis, austriacki piłkarz, trener pochodzenia greckiego (zm. 2009)
  - Tom Rapp, amerykański wokalista, gitarzysta, członek zespołu Pearls Before Swine (zm. 2018)
  - Carole Bayer Sager, amerykańska kompozytorka
  - Silvia Tortosa, hiszpańska aktorka (zm. 2024)
- 1948:
  - Mel Galley, brytyjski gitarzysta, członek zespołu Whitesnake (zm. 2008)
  - Sam Lacey, amerykański koszykarz (zm. 2014)
  - Halina Piekarek-Jankowska, polska geolog, polityk, działaczka samorządowa (zm. 2011)
- 1949:
  - Jolanta Chełmińska, polska ekonomistka, polityk, wojewoda łódzki
  - Teófilo Cubillas, peruwiański piłkarz
  - Bogdan Czapiewski, polski pianista
  - Karel Lismont, belgijski lekkoatleta, maratończyk
  - György Snell, węgierski duchowny katolicki, biskup pomocniczy archidiecezji ostrzyhomsko-budapeszteńskiej (zm. 2021)
  - Hugo Sotil, peruwiański piłkarz (zm. 2024)
  - Antonello Venditti, włoski piosenkarz
- 1950:
  - Anna Kramarczyk, polska aktorka teatru lalek, pedagog
  - Claude Malhuret, francuski lekarz, samorządowiec, polityk
  - Stanisław Rydzoń, polski polityk, poseł na Sejm RP
  - Hryhorij Warżełenko, ukraiński piłkarz, trener (zm. 2024)
- 1951:
  - Lidia Kulikovski, mołdawska bibliotekarka, bibliografka
  - Józef Stasiewski, polski polityk, poseł na Sejm RP (zm. 2003)
- 1952:
  - George Allen, amerykański polityk, senator
  - Wojciech Sokołowski, polski samorządowiec, polityk, poseł na Sejm RP
  - Władimir Wasiutin, radziecki pilot wojskowy, kosmonauta (zm. 2002)
- 1953:
  - Angelos Anastasiadis, grecki piłkarz, trener
  - Józef Bremer, polski jezuita, filozof, nauczyciel akademicki
  - Czawdar Cwetkow, bułgarski piłkarz
  - Jim Rice, amerykański baseballista
  - Kathy Shower, amerykańska aktorka, modelka
  - Michael Wolfgramm, niemiecki wioślarz
  - Ewa Ziętek, polska aktorka
- 1954:
  - Cheryl Baker, brytyjska wokalistka, członkini zespołu Bucks Fizz
  - Juris Bērziņš, łotewski wioślarz, sternik
  - Krzysztof Biskupski, polski koszykarz, trener (zm. 2023)
  - Daniel Ducarme, belgijski i waloński polityk (zm. 2010)
  - Marie-Theres Nadig, szwajcarska narciarka alpejska
  - Juan Ramón Rocha, argentyński piłkarz, trener
  - Andrej Sannikau, białoruski dyplomata, polityk, działacz społeczny
  - Karl Schnabl, austriacki skoczek narciarski
  - Janusz Sokołowski, polaki malarz, rysownik, poeta (zm. 1996)
  - Nanasipauʻu Tukuʻaho, królowa Tonga
  - David Wilkie, brytyjski pływak (zm. 2024)
  - Anna Wunderlich, polska scenografka filmowa, dekoratorka wnętrz (zm. 2023)
- 1955:
  - Jarosław Andrychowski, polski komandor dyplomowany pilot
  - João Batista da Silva, brazylijski piłkarz
  - Jan Golba, polski prawnik, samorządowiec, burmistrz Muszyny
  - Mariusz Kosman, polski szpadzista, trener, działacz sportowy (zm. 2021)
  - Adam Maj, polski fizyk jądrowy
  - Francisco Millán Mon, hiszpański polityk, dyplomata
  - Zdzisława Specht, polska aktorka, doktor nauk teologicznych
  - Bertram Wick, szwajcarski duchowny katolicki, biskup Santo Domingo w Ekwadorze
- 1956:
  - Basil Bhuriya, indyjski duchowny katolicki, biskup Jhabua (zm. 2021)
  - Laurie Cunningham, angielski piłkarz (zm. 1989)
  - Szymon Giżyński, polski polityk, poseł na Sejm RP
- 1957:
  - Clive Burr, brytyjski perkusista, członek zespołu Iron Maiden (zm. 2013)
  - Teresa Ceglecka-Zielonka, polska polonistka, polityk, poseł na Sejm RP
  - Esma’il Gha’ani, irański wojskowy, dowódca sił Ghods (zm. 2025)
  - Yemi Osinbajo, nigeryjski pastor, prawnik, polityk
  - Cynthia Rothrock, amerykańska aktorka, producentka filmowa, mistrzyni sztuk walki
  - Zé Sérgio, brazylijski piłkarz, trener
- 1958:
  - Gary Numan, brytyjski wokalista, muzyk, kompozytor, członek zespołu Tubeway Army
  - Krzysztof Popenda, polski polityk, poseł na Sejm RP
  - Erwin Skamrahl, niemiecki lekkoatleta, sprinter
  - Aleksandr Tarasow, rosyjski socjolog, dziennikarz, pisarz, filozof postmarksistowski
- 1959:
  - Carlos Abella, hiszpański kierowca wyścigowy
  - Massimo Carraro, włoski prawnik, przedsiębiorca, polityk
  - Adam Cebula, polski fizyk, pisarz science fiction, publicysta
  - Wayne Erickson, australijski sędzia i działacz rugby union
  - Barbara Eve Harris, kanadyjska aktorka
  - Chaabane Merzekane, algierski piłkarz
  - Aidan Quinn, amerykański aktor
- 1960:
  - Jeffrey Eugenides, amerykański pisarz pochodzenia grecko-irlandzkiego
  - Maciej Kuroń, polski publicysta kulinarny, dziennikarz (zm. 2008)
  - Lexy Ortega, kubański szachista
  - Buck Williams, amerykański koszykarz
- 1961:
  - Mariusz Bieniek, polski skoczek spadochronowy
  - Bob Dadae, papuański polityk, gubernator generalny Papui-Nowej Gwinei
  - Bob Loughman, vanuacki polityk premier Vanuatu
  - Mark Padmore, brytyjski śpiewak operowy (tenor)
  - Kohir Rasulzoda, tadżycki polityk, premier Tadżykistanu
- 1962:
  - Sławamir Adamowicz, białoruski dziennikarz, poeta, tłumacz, działacz opozycyjny
  - Július Bielik, słowacki piłkarz
  - Krystyna Pawlik, polska biegaczka narciarska
  - Mirosław Pobłocki, polski samorządowiec, prezydent Tczewa
  - Pen-Ek Ratanaruang, tajski reżyser i scenarzysta filmowy
  - Leon Robinson, amerykański aktor
  - Mitsunori Yoshida, japoński tenisista
- 1963:
  - Sławomir Luto, polski zapaśnik, sumita
  - Adam Piechowicz, polski polityk, poseł na Sejm RP
  - Júlio César da Silva, brazylijski piłkarz
- 1964:
  - Zbigniew Chlebowski, polski polityk, poseł na Sejm RP
  - Tomasz Latos, polski lekarz, polityk, poseł na Sejm RP
  - Dariusz Maciejewski, polski trener koszykówki
- 1965:
  - Hamed Bakayoko, iworyjski polityk, premier Wybrzeża Kości Słoniowej (zm. 2021)
  - Ferenc Csipes, węgierski kajakarz
  - Geir Einang, norweski biathlonista
  - Juan Hernández Ramírez, meksykański piłkarz, trener
  - Thierry Jacob, francuski bokser (zm. 2024)
  - Caio Júnior, brazylijski piłkarz, trener (zm. 2016)
  - Hideyuki Ōhashi, japoński bokser
  - Kenny Smith, amerykański koszykarz
  - Jim Thornton, amerykański spiker radiowy i aktor głosowy
  - Georgi Zacharinow, bułgarski działacz sportowy (zm. 2007)
- 1966:
  - Hervé Boussard, francuski kolarz szosowy (zm. 2013)
  - Jemma Nunu Kumba, południowosudańska polityczka
  - Piotr Zajączkowski, polski piłkarz, trener
- 1967:
  - John Harkes, amerykański piłkarz
  - Gerard Kemkers, holenderski łyżwiarz szybki
  - Dariusz Maciborek, polski dziennikarz muzyczny
  - Udo Quellmalz, niemiecki judoka
- 1968:
  - Michael Bartels, niemiecki kierowca wyścigowy
  - Rui Filipe, portugalski piłkarz (zm. 1994)
  - Iryna Merkuszyna, ukraińska biathlonistka
- 1969:
  - Agnieszka Ćwik, polska aktorka
  - Juan de Dios Ramírez Perales, meksykański piłkarz, trener
  - Anna Gerecka-Żołyńska, polska prawnik, karnista
  - Marcin Grzymowicz, polski aktor
  - Dorota Poźniak, polska koszykarka
  - Gard Sveen, norweski pisarz
  - Mariusz Szyszko, polski siatkarz
  - Tomasz Śmietanka, polski samorządowiec, burmistrz Kozienic
- 1970:
  - Andreas Becker, niemiecki hokeista na trawie
  - Wadim Biekbułatow, białoruski hokeista pochodzenia rosyjskiego
  - Harry Decheiver, holenderski piłkarz
  - Gombodżawyn Dzandanszatar, mongolski ekonomista i polityk, premier Mongolii
  - Siergiej Głuszko, rosyjski aktor, piosenkarz
  - Jamie Lawrence, jamajski piłkarz, trener
  - Meredith Scott Lynn, amerykańska aktorka, reżyserka, producentka filmowa
  - Andrea Parker, amerykańska aktorka, tancerka
  - Ed Podivinsky, kanadyjski narciarz alpejski pochodzenia czeskiego
  - Kazutoshi Sakurai, japoński muzyk, kompozytor, autor tekstów, lider zespołu Mr. Children, przedsiębiorca
  - Valeriu Streleț, mołdawski przedsiębiorca, polityk, premier Mołdawii
- 1971:
  - Mariusz Bilewski, polski kolarz szosowy (zm. 2024)
  - Iwona Chołuj, polska aktorka, reżyserka, wokalistka
  - Katarzyna Frydrych, polska prawniczka, podsekretarz stanu
  - Bohdan Pomahač, czeski chirurg plastyczny
  - Miodrag Rajković, serbski trener koszykarski
  - Kit Symons, walijski piłkarz, trener
- 1972:
  - Agnieszka Bógdał-Brzezińska, polska politolog, wykładowczyni akademicka
  - Constantin Gâlcă, rumuński piłkarz
  - Jorgos Jeorjadis, grecki piłkarz
  - Kalinikos Kreannga, grecki tenisista stołowy pochodzenia rumuńskiego
  - Tanja Stefanowa, bułgarska lekkoatletka, tyczkarka
  - Jakob Sveistrup, duński piosenkarz
- 1973:
  - Tony Campos, amerykański muzyk, wokalista, autor tekstów pochodzenia meksykańskiego, członek zespołów: Static-X, Asesino, Prong, Ministry, Attika 7, Possessed, Soulfly, Cavalera Conspiracy i Fear Factory
  - Jeroen Delmee, holenderski hokeista na trawie
  - Anneke van Giersbergen, holenderska muzyk, wokalistka, autorka tekstów, członkini zespołów: The Gathering, Agua De Annique, The Gentle Storm i Vuur
  - Joachim (Hrdý), czeski biskup prawosławny
  - Boris Kodjoe, niemiecki aktor, model pochodzenia ghańsko-żydowskiego
  - Kurt Mollekens, belgijski kierowca wyścigowy
  - Robert Obaz, polski przedsiębiorca, polityk, poseł na Sejm RP
- 1974:
  - Belem Guerrero, meksykańska kolarka torowa i szosowa
  - Artur Kejza, polski judoka, trener
  - Fardeen Khan, indyjski aktor
  - Sebastián Lelio, chilijski reżyser, scenarzysta, producent i montażysta filmowy
  - Brian Schoonveld, amerykański strongman
  - Klára Smolíková, czeska pisarka, publicystka, pedagog
  - Daniele Viotti, włoski samorządowiec, polityk, eurodeputowany
- 1975:
  - Marta Szumska, polska koszykarka
  - Martyna Bunda, polska dziennikarka, pisarka
  - Agnieszka Domańska, polska łyżwiarka figurowa
  - Uwe Ehlers, niemiecki piłkarz, trener
  - Andreas Glück, niemiecki samorządowiec, polityk, eurodeputowany
  - François Grenet, francuski piłkarz
  - Bjarni Hammer, farerski wioślarz, policjant, polityk
  - Roman Hlouch, czeski hokeista
  - Sułtan Ibragimow, rosyjski bokser
  - Eva Ryšavá, czeska siatkarka
  - Markus Weissenberger, austriacki piłkarz
- 1976:
  - Sergej Ćetković, czarnogórski piosenkarz
  - Aida Čorbadžić, bośniacka śpiewaczka operowa (sopran)
  - Danieła Jordanowa, bułgarska lekkoatletka, biegaczka średniodystansowa
  - Cyprian (Kazandżiew), bułgarski biskup prawosławny
  - Freddie Prinze Jr., amerykański aktor, scenarzysta i producent filmowy i telewizyjny
  - Edin Šaranović, bośniacki piłkarz (zm. 2021)
- 1977:
  - Petar Angełow, macedoński piłkarz ręczny, bramkarz
  - Alison Becker, amerykańska aktorka komediowa, scenarzystka
  - Piotr Borowski, polski aktor
  - Piotr Gruszka, polski siatkarz, trener
  - John de Jong, holenderski piłkarz
  - Tacciana Karatkiewicz, białoruska polityk
  - Peter Schep, holenderski kolarz torowy
  - James Van Der Beek, amerykański aktor
  - Fernando Vicente, hiszpański tenisista
  - Johann Vogel, szwajcarski piłkarz
  - Wilku, polski raper, producent muzyczny
- 1978:
  - Mohammed Bouyeri, holenderski islamista, morderca pochodzenia marokańskiego
  - Johanna Sjöberg, szwedzka pływaczka
  - Nick Zano, amerykański aktor, producent filmowy i telewizyjny
- 1979:
  - Apathy, amerykański raper, producent muzyczny
  - Tom Chaplin, brytyjski wokalista, członek zespołu Keane
  - Verónica Cuadrado, hiszpańska piłkarka ręczna
  - Quincy Detenamo, naurański sztangista, przestępca
  - Radosław Ostałkiewicz, polski ekonomista, samorządowiec, wójt gminy Jaworze (zm. 2023)
  - Jasmine You, japoński basista, członek zespołu Versailles (zm. 2009)
- 1980:
  - Fabián Canobbio, urugwajski piłkarz
  - Renata Dominguez, brazylijska aktorka
  - Donguralesko, polski raper, producent muzyczny
  - Mohamadou Idrissou, kameruński piłkarz
  - Iván Miranda, peruwiański tenisista
  - Andrzej Młynarczyk, polski aktor
  - Andriej Sidielnikow, kazachski piłkarz, bramkarz
  - Lucie Vondráčková, czeska piosenkarka, aktorka
- 1981:
  - Michael Beauchamp, australijski piłkarz
  - Timo Boll, niemiecki tenisista stołowy
  - Maiquel Falcão, brazylijski zawodnik mieszanych sztuk walki (MMA) (zm. 2022)
  - Tatjana Gorszkowa, rosyjska siatkarka
  - Bożena Hinca, polska judoczka
  - David Kreiner, austriacki kombinator norweski
  - Pirjo Muranen, fińska biegaczka narciarska
  - Uroš Peterka, słoweński skoczek narciarski (zm. 2021)
  - Joost Posthuma, holenderski kolarz szosowy
- 1982:
  - Erik Ersberg, szwedzki hokeista, bramkarz
  - Marjorie Estiano, brazylijska aktorka, piosenkarka
  - David Lee, amerykański siatkarz
  - Kat Von D, amerykańska tatuażystka, osobowość telewizyjna
- 1983:
  - Nadzieja Drozd, białoruska koszykarka
  - Maialen Chourraut, hiszpańska kajakarka górska
  - Nicole Clerico, włoska tenisistka
  - Konrad Krönig, polski samorządowiec, prezydent Skarżyska-Kamiennej
  - Poliana Okimoto, brazylijska pływaczka długodystansowa pochodzenia japońskiego
  - André Santos, brazylijski piłkarz
- 1984:
  - Annemarie Părău, rumuńska koszykarka
  - Rafik Djebbour, algierski piłkarz
  - Piotr Dranga, rosyjski akordeonista, wokalista, aktor
  - György Garics, austriacki piłkarz pochodzenia węgierskiego
  - Kazbek Giekkijew, rosyjski dziennikarz (zm. 2012)
  - Jadwiga Gryn, polska aktorka
  - Helen Jenkins, brytyjska triathlonistka
  - Rio Mavuba, francuski piłkarz pochodzenia angolskiego
  - Iwona Osowska, polska piłkarka
  - Alessandro Potenza, włoski piłkarz
  - Víctor Sada, hiszpański koszykarz narodowości katalońskiej
  - Saša Vujačić, słoweński koszykarz
- 1985:
  - Gago Drago, ormiański kick-boxer
  - Carolina Erba, włoska florecistka
  - Haris Međunjanin, bośniacki piłkarz
  - Ewa Sonnet, polska fotomodelka, piosenkarka
  - Justyna Żurowska-Cegielska, polska koszykarka
- 1986:
  - Marija Borodakowa, rosyjska siatkarka
  - Aleksandr Kislicyn, kazachski piłkarz
  - Krzysztof Nowacki, polski żużlowiec
  - Irina Pankina, rosyjsko-baszkirska polityczka
- 1987:
  - Caleb Brown, australijski rugbysta
  - Joonas Ikonen, fiński skoczek narciarski (zm. 2024)
  - Dani Quintana, hiszpański piłkarz
  - Miloš Vemić, serbski siatkarz
- 1988:
  - Keston Bledman, trynidadzko-tobagijski lekkoatleta, sprinter
  - Juan Carlos García, honduraski piłkarz (zm. 2018)
  - Jahmir Hyka, albański piłkarz
  - Ville Lajunen, fiński hokeista
  - Laura Unsworth, brytyjska hokeistka na trawie
  - Zhang Hui, chińska łyżwiarka szybka, specjalistka short tracku
- 1989:
  - Alona Aleksiejewa, rosyjska pływaczka
  - Laura Letrari, włoska pływaczka
  - Jakub Nowak, polski koszykarz
  - Daniel Williams, amerykański piłkarz
- 1990:
  - Maks Barskich, ukraiński piosenkarz, autor tekstów
  - Rémy Cabella, francuski piłkarz
  - Alan Czujkowski, polski koszykarz
  - Kristinia DeBarge, amerykańska piosenkarka
  - Asier Illarramendi, hiszpański piłkarz narodowości baskijskiej
  - Ałan Gogajew, rosyjski zapaśnik
  - Petra Kvitová, czeska tenisistka
  - Liu Jing, chińska pływaczka
  - Yvonne Anderson, amerykańska koszykarka, posiadająca także serbskie obywatelstwo
- 1991:
  - Róbert Mak, słowacki piłkarz
  - Krzysztof Miętus, polski skoczek narciarski
  - Agustín Ormaechea, urugwajski rugbysta
  - Alan Pulido, meksykański piłkarz
  - Michael Simões Domingues, portugalski piłkarz
- 1993:
  - Tomislav Grubišić, chorwacki koszykarz
  - Pablo Hervías, hiszpański piłkarz
  - Radek Juška, czeski lekkoatleta, skoczek w dal
  - Alessia Trost, włoska lekkoatletka, skoczkini wzwyż
- 1994:
  - Roberta Bruni, włoska lekkoatletka, tyczkarka
  - Michael Frazier II, amerykański koszykarz
  - Stefan Huber, austriacki skoczek narciarski
  - Moriah Jefferson, amerykańska koszykarka
  - Marthe Koala, burkińska lekkoatletka, wieloboistka
  - Martin Kobylański, polski piłkarz
  - Chris Philipps, luksemburski piłkarz
  - Robert Renner, słoweński lekkoatleta, tyczkarz
  - Jasmine Tosky, amerykańska pływaczka
  - Duncan Watmore, angielski piłkarz
  - Aleksander Zniszczoł, polski skoczek narciarski
- 1995:
  - Keita Baldé Diao, senegalski piłkarz
  - Luca Brecel, belgijski snookerzysta
  - Konrad Formela, polski siatkarz
  - Marko Gudurić, serbski koszykarz
  - Jamie Loeb, amerykańska tenisistka
  - Elmir Nabiullin, rosyjski piłkarz
  - Isaiah Whitehead, amerykański koszykarz
- 1996:
  - Kendall Ellis, amerykańska lekkoatletka, sprinterka
  - Jiří Kulhánek, czeski piłkarz
  - Isaac Mbenza, belgijski piłkarz pochodzenia kongijskiego
  - Moussa Niakhaté, francuski piłkarz pochodzenia malijskiego
  - Máté Vida, węgierski piłkarz
- 1997:
  - Tijana Bošković, serbska siatkarka
  - Iréne Ekelund, szwedzka lekkoatletka, sprinterka
  - Kevin Nisbet, szkocki piłkarz
  - Zhu Jiang, chińska zapaśniczka
- 1998:
  - Sonia Frojdenfal, polska koszykarka
  - Molly Sterling, irlandzka piosenkarka
- 1999:
  - Ibrahima Diallo, francuski piłkarz pochodzenia senegalskiego
  - Stacey-Ann Williams, jamajska lekkoatletka, sprinterka
  - Jesse Zamudio, meksykański piłkarz
- 2000 – Viktor Đerek, chorwacki fotograf, działacz na rzecz praw człowieka
- 2001:
  - Thomas Barns, australijski zapaśnik
  - Oliwia Rzepiel, polska łyżwiarka figurowa
  - Magdalena Szulc, polska koszykarka
- 2002:
  - Lorenzo Colombo, włoski piłkarz
  - Evert Martínez, nikaraguański piłkarz
  - José Matos, panamski piłkarz
- 2003 – Luis Fields, panamski piłkarz
- 2004:
  - Kit Connor, brytyjski aktor
  - Abdul Fatawu Issahaku, ghański piłkarz
- 2005:
  - Hugo Buyla, piłkarz z Gwinei Równikowej
  - Tate Carew, amerykański skater
- 2006 – Warren Zaïre-Emery, francuski piłkarz pochodzenia martynikańskiego

## Zmarli
- 1126 – Urraka, królowa Kastylii (ur. ok. 1081)
- 1144 – Celestyn II, papież (ur. ?)
- 1159 – Stefan z Obazine, francuski cysters, święty (ur. ?)
- 1223 – Wincenty Kadłubek, polski duchowny katolicki, biskup krakowski, kronikarz, dziejopis (ur. 1150–60)
- 1403 – Bajazyd I Błyskawica, sułtan Imperium Osmańskiego (ur. 1354)
- 1412 – Gui de Malsec, francuski kardynał (ur. ok. 1340)
- 1466 – Franciszek I Sforza, książę Mediolanu (ur. 1401)
- 1517 – Sisto Gara della Rovere, włoski kardynał (ur. 1473)
- 1550 – Jan Boży, portugalski zakonnik, założyciel bonifratrów, święty (ur. 1495)
- 1575 – Jerzy Jazłowiecki, polski polityk, dowódca wojskowy, hetman wielki koronny (ur. 1510)
- 1593 – Paul Luther, niemiecki lekarz, alchemik, wykładowca akademicki (ur. 1533)
- 1598 – Jan Niemojewski, polski prawnik, działacz i teolog braci polskich (ur. ok. 1526–30)
- 1616 – Maria Anna, księżniczka bawarska, arcyksiężna austriacka (ur. 1574)
- 1619 – Veit Bach, niemiecki młynarz, muzyk (ur. ok. 1550)
- 1641 – Xu Xiake, chiński podróżnik, geograf, pisarz (ur. 1587)
- 1702:
  - (data pogrzebu) Jan de Baen, holenderski malarz (ur. 1633)
  - Wilhelm III, książę Oranii, stadhouder Republiki Zjednoczonych Prowincji, król Anglii, Szkocji i Irlandii (ur. 1650)
- 1704 – Giambattista Costaguti, włoski kardynał (ur. 1636)
- 1709 – William Cowper, angielski lekarz, chirurg, anatom (ur. 1666)
- 1712 – Ludwik Burbon, delfin Francji (ur. 1707)
- 1731 – Ferdinand Maximilian Brokoff, czeski rzeźbiarz (ur. 1688)
- 1748 – Adam Krupski, polski jezuita, filozof, wykładowca akademicki (ur. 1706)
- 1754 – José de Carvajal y Lancaster, hiszpański polityk, dyplomata (ur. 1698)
- 1755 – Stiepan Kraszeninnikow, rosyjski podróżnik, geograf, botanik, badacz Syberii, Kamczatki i Wysp Kurylskich (ur. 1711)
- 1782 – Antoni Lubomirski, polski generał, polityk (ur. 1718)
- 1790 – Augustyn Mirys, polski malarz pochodzenia szkockiego (ur. 1700)
- 1796 – William Chambers, brytyjski architekt (ur. 1723)
- 1803:
  - Mikołaj Piaskowski, polski szlachcic, polityk, targowiczanin (ur. 1726)
  - Rafał Tarnowski, polski generał-major wojsk koronnych, marszałek konfederacji barskiej województwa sandomierskiego i ziemi stężyckiej (ur. przed 1741)
- 1805 – Juan Domingo González de la Reguera, hiszpański duchowny katolicki, biskup Santa Cruz de la Sierra, arcybiskup metropolita limski i prymas Peru (ur. 1720)
- 1814 – Józef Niesiołowski, polski szlachcic, polityk, targowiczanin (ur. 1728)
- 1816 – Giuseppe Maria Doria, doża Genui (ur. 1730)
- 1820 – Jan Klemens Gołaszewski, polski duchowny katolicki, biskup wigierski i augustowski (ur. 1748)
- 1825 – Adélaïde Dufrénoy, francuska poetka (ur. 1765)
- 1837:
  - Domingos Sequeira, portugalski malarz (ur. 1768)
  - Johann Bartholomäus Trommsdorff, niemiecki farmaceuta, lekarz, chemik (ur. 1770)
- 1839 – Adolphe Nourrit, francuski śpiewak operowy (tenor) (ur. 1802)
- 1844 – Karol XIV Jan, król Szwecji i Norwegii (ur. 1763)
- 1848 – Friedrich Benedict Weber, niemiecki prawnik (ur. 1774)
- 1862:
  - Martin Dumollard, francuski rolnik, seryjny morderca pochodzenia węgierskiego (ur. 1810)
  - William Fosdick, amerykański prawnik, poeta, prozaik (ur. 1825)
- 1865 – Gerard Bilders, holenderski malarz, kolekcjoner (ur. 1838)
- 1868:
  - Ignatz Grunau, niemiecki przedsiębiorca, filantrop (ur. 1795)
  - Jón Thoroddsen, islandzki pisarz (ur. 1818 lub 19)
- 1869 – Hector Berlioz, francuski kompozytor (ur. 1803)
- 1873 – Robert William Thomson, szkocki wynalazca, przemysłowiec (ur. 1822)
- 1874 – Millard Fillmore, amerykański polityk, prezydent USA (ur. 1800)
- 1875 – Lorenzo Barili, włoski kardynał, nuncjusz apostolski (ur. 1801)
- 1878:
  - Franciszek Karol Habsburg, arcyksiążę austriacki (ur. 1802)
  - Simone Quaglio, niemiecki malarz pochodzenia włoskiego (ur. 1795)
- 1886 – John Franklin Miller, amerykański polityk (ur. 1831)
- 1887 – Paul Féval (ojciec), francuski prozaik, dramaturg (ur. 1816)
- 1888 – Włodzimierz Czacki, polski kardynał, dyplomata papieski, poeta (ur. 1834)
- 1889 – John Ericsson, szwedzki inżynier, wynalazca (ur. 1803)
- 1901:
  - Peter Benoit, belgijski kompozytor, dyrygent, pedagog (ur. 1834)
  - (między 6 a 8 marca) Aleksander Gierymski, polski malarz (ur. 1850)
- 1906 – Henry Baker Tristram, brytyjski pastor, podróżnik, ornitolog (ur. 1822)
- 1909 – Léon Théry, francuski kierowca wyścigowy (ur. 1879)
- 1911 – Władysław Michał Dębicki, polski duchowny katolicki, publicysta, filozof, filolog klasyczny, pedagog (ur. 1853)
- 1916:
  - Adolfo Guiard, hiszpański malarz (ur. 1860)
  - John Frederic Thomas Jane, brytyjski dziennikarz, pisarz, rysownik, wydawca (ur. 1870)
- 1917:
  - Jakub Górka, polski duchowny katolicki, historyk Kościoła (ur. 1864)
  - Ferdinand von Zeppelin, niemiecki generał, inżynier, konstruktor sterowców (ur. 1838)
- 1918:
  - Willi Kampe, niemiecki pilot wojskowy, as myśliwski (ur. 1888)
  - Tadeusz Korzon, polski historyk, wykładowca akademicki, uczestnik powstania styczniowego (ur. 1839)
- 1919:
  - Teodozja Dzieduszycka, polska hrabina, malarka, sanitariuszka, kurierka (ur. 1882)
  - Jan Karol Sembrzycki, mazurski działacz oświatowy i narodowy, dziennikarz (ur. 1856)
- 1921:
  - Eduardo Dato Iradier, hiszpański polityk, premier Hiszpanii (ur. 1856)
  - Andrew Watson, szkocki piłkarz (ur. 1856)
- 1923:
  - Krišjānis Barons, łotewski pisarz, folklorysta (ur. 1835)
  - Ernst Salkowski, niemiecki biochemik, fizjolog, tajny radca medyczny (ur. 1844)
  - Johannes Diderik van der Waals, holenderski fizyk, wykładowca akademicki, laureat Nagrody Nobla (ur. 1837)
- 1924 – Alfred Sokołowski, polski ftyzjatra, wykładowca akademicki (ur. 1849)
- 1925:
  - Arvid Knöppel, szwedzki strzelec sportowy (ur. 1867)
  - Faustyn Míguez, hiszpański pijar, błogosławiony (ur. 1831)
- 1927:
  - Babette von Bülow, niemiecka pisarka (ur. 1850)
  - Manuel Gondra, paragwajski pisarz, dziennikarz, pedagog, polityk, prezydent Paragwaju (ur. 1871)
- 1928 – Piotr Kreczeuski, białoruski pedagog, publicysta, polityk, prezydent Rady Białoruskiej Republiki Ludowej (ur. 1879)
- 1929 – Małgorzata Izabela Czartoryska, polska arystokratka (ur. 1902)
- 1930:
  - William Taft, amerykański polityk, prezydent USA (ur. 1857)
  - Ireneusz Wierzejewski, polski ortopeda, wykładowca akademicki, generał brygady, polityk, senator RP (ur. 1881)
  - Roman Żelazowski, polski aktor, reżyser teatralny (ur. 1854)
- 1931:
  - Maurice Mendelssohn, polsko-francuski neurolog, fizjolog, wykładowca akademicki pochodzenia żydowskiego (ur. 1855)
  - Willy Osterrieth, belgijski szpadzista (ur. 1908)
- 1933 – Alan Roscoe, amerykański aktor (ur. 1886)
- 1935 – Gustaw Gwozdecki, polski malarz, rzeźbiarz, grafik (ur. 1880)
- 1936 – Jean Patou, francuski kreator mody, twórca perfum (ur. 1887)
- 1937:
  - Lew Achmatow, ukraiński działacz partyjny i państwowy (ur. 1899)
  - Izrail Agoł, rosyjski genetyk, filozof nauki pochodzenia żydowskiego (ur. 1891)
  - Jurij Kociubynski, ukraiński i radziecki polityk, dyplomata, komisarz spraw wojskowych (ur. 1896)
  - Albert Verwey, holenderski poeta, krytyk i historyk literatury (ur. 1865)
- 1938 – Mikołaj, książę Grecji i Danii (ur. 1872)
- 1939:
  - Tadeusz Epstein, polski inżynier, przemysłowiec, finansista (ur. 1870)
  - Porter Raymond Lee, amerykański pracownik socjalny, pedagog (ur. 1879)
  - Georg Lühr, niemiecki historyk, pedagog (ur. 1855)
  - Maria Markowska, polska poetka, tłumaczka (ur. 1878)
  - Władysław Marian Zawadzki, polski ekonomista, wykładowca akademicki, polityk, minister skarbu (ur. 1885)
- 1940:
  - Michael Kelly, irlandzki duchowny katolicki, arcybiskup metropolita Sydney (ur. 1850)
  - David Lindsay, brytyjski arystokrata, polityk (ur. 1871)
- 1941:
  - Sherwood Anderson, amerykański pisarz (ur. 1876)
  - Paul Hymans, belgijski polityk (ur. 1865)
  - Bolesław Wajzler, polski duchowny katolicki, działacz społeczny (ur. 1871)
- 1942:
  - José Raúl Capablanca, kubański szachista (ur. 1888)
  - Nina Oniłowa, radziecka starsza sierżant (ur. 1921)
- 1943 – Werner Hartenstein, niemiecki dowódca okrętów podwodnych (ur. 1908)
- 1944 – Mathilde Kralik, austriacka kompozytorka, pianistka (ur. 1857)
- 1945:
  - Frederick Bligh Bond, brytyjski architekt, parapsycholog, archeolog amator (ur. 1864)
  - Władimir Borsojew, radziecki pułkownik (ur. 1906)
  - Marian Ruzamski, polski malarz, literat (ur. 1889)
- 1946 – Frederic William Lanchester, brytyjski inżynier, konstruktor samochodów (ur. 1868)
- 1947:
  - Ludwig Fischer, niemiecki funkcjonariusz nazistowski, zbrodniarz wojenny (ur. 1905)
  - Ignacy Szpunar, polski podpułkownik piechoty (ur. 1891)
- 1948 – Włodzimierz Rewski, polski prawnik, działacz społeczny, publicysta, kolekcjoner (ur. 1876)
- 1949 – Maria Komornicka, polska pisarka, tłumaczka, krytyczka literacka (ur. 1876)
- 1951:
  - Martha Beck, amerykańska seryjna morderczyni (ur. 1920)
  - Raymond Fernandez, amerykański seryjny morderca (ur. 1914)
  - Edward Grabski, polski ziemianin, przemysłowiec, działacz społeczny, fundator, filantrop, szambelan papieski, rotmistrz (ur. 1883)
- 1955 – Bessie Potter Vonnoh, amerykańska rzeźbiarka (ur. 1872)
- 1956 – Drastamat Kanajan, ormiański generał, polityk (ur. 1884)
- 1957 – Othmar Schoeck, szwajcarski kompozytor, dyrygent (ur. 1886)
- 1958 – Irena Solska, polska aktorka, reżyserka (ur. 1877)
- 1959 – Max Gerson, niemiecki lekarz, wykładowca akademicki pochodzenia żydowskiego (ur. 1881)
- 1960:
  - Albert Pettersson, szwedzki sztangista (ur. 1885)
  - Wacław Rogowicz, polski pisarz, tłumacz (ur. 1879)
- 1961 – Thomas Beecham, brytyjski dyrygent (ur. 1879)
- 1963:
  - Abram Deborin, rosyjski filozof, historyk (ur. 1881)
  - Emanuel Krzoska, polski duchowny katolicki, działacz narodowy, komisarz plebiscytowy, powstaniec śląski (ur. 1881)
- 1965 – Tadd Dameron, amerykański pianista, kompozytor i aranżer jazzowy (ur. 1917)
- 1968 – Jerzy Braun, polski wioślarz (ur. 1911)
- 1971:
  - Harold Lloyd, amerykański aktor komediowy (ur. 1893)
  - Fritz von Opel, niemiecki przedsiębiorca (ur. 1899)
  - Carlo Maria Pintacuda, włoski kierowca wyścigowy (ur. 1900)
- 1973:
  - Benjamín de Arriba y Castro, hiszpański duchowny katolicki, arcybiskup Tarragony, kardynał (ur. 1886)
  - Jan Oosthoek, holenderski piłkarz (ur. 1898)
  - Eugène Ryter, szwajcarski sztangista (ur. 1890)
- 1974 – Stanisław Płonczyński, polski pilot wojskowy, cywilny i sportowy (ur. 1900)
- 1975:
  - Joseph Bech, luksemburski polityk, premier Luksemburga (ur. 1887)
  - Georg Faehlmann, estoński żeglarz sportowy (ur. 1895)
  - George Stevens, amerykański reżyser filmowy (ur. 1904)
  - Masanori Yusa, japoński pływak (ur. 1915)
- 1976:
  - Edward FitzGerald, brytyjski arystokrata pochodzenia irlandzkiego (ur. 1892)
  - Alfons Rebane, estoński kapitan, współpracownik zachodnich służb specjalnych (ur. 1908)
  - Włodzimierz Rodziewicz, polski inżynier, wykładowca akademicki (ur. 1909)
- 1977 – Zbigniew Bożyczko, polski prawnik, wykładowca akademicki (ur. 1922)
- 1978:
  - Roy Harrod, brytyjski ekonomista, wykładowca akademicki (ur. 1900)
  - Zdzisław Jóźwiak, polski aktor, reżyser, scenarzysta, pedagog (ur. 1930)
  - Dolf van der Voort van Zijp, holenderski jeździec sportowy (ur. 1892)
- 1979 – Mieczysław Thugutt, polski działacz ludowy, polityk (ur. 1902)
- 1980:
  - Josef Kroll, niemiecki filolog klasyczny, wykładowca akademicki (ur. 1889)
  - Max Miedinger, szwajcarski typograf (ur. 1910)
  - Pavel Ondrus, słowacki językoznawca, dialektolog, wykładowca akademicki (ur. 1919)
  - Włodzimierz Skalmowski, polski inżynier chemik, wykładowca akademicki (ur. 1899)
- 1982 – Rab Butler, brytyjski polityk (ur. 1902)
- 1983:
  - Alan Lennox-Boyd, brytyjski arystokrata, polityk (ur. 1904)
  - Odd Lundberg, norweski łyżwiarz szybki (ur. 1917)
  - Piotr Markow, radziecki żołnierz, dowódca partyzancki (ur. 1905)
  - William Walton, brytyjski kompozytor (ur. 1902)
- 1984 – Eleanor Graham, brytyjska autorka książek dla dzieci (ur. 1896)
- 1985:
  - Reuben Goodstein, brytyjski matematyk, filozof matematyki, wykładowca akademicki (ur. 1912)
  - Kim Yong-sik, południowokoreański i japoński piłkarz, trener (ur. 1910)
  - Zenobi (Mażuga), rosyjski duchowny i święty prawosławny (ur. 1896)
- 1986 – Hans Knecht, szwajcarski kolarz szosowy, torowy i przełajowy (ur. 1913)
- 1988 – Gordon Carpenter, amerykański koszykarz (ur. 1919)
- 1989:
  - Jelizawieta Bykowa, rosyjska szachistka (ur. 1913)
  - Albert De Roocker, belgijski florecista (ur. 1904)
  - Winfried Freudenberg, Niemiec, ostatnia śmiertelna ofiara Muru Berlińskiego (ur. 1956)
- 1990 – Charles Krüger, luksemburski piłkarz, bramkarz (ur. 1896)
- 1992 – Red Callender, amerykański muzyk i kompozytor jazzowy (ur. 1916)
- 1993:
  - Don Barksdale, amerykański koszykarz (ur. 1923)
  - Billy Eckstine, amerykański wokalista i muzyk jazzowy (ur. 1914)
  - Rens Vis, holenderski piłkarz (ur. 1904)
- 1994:
  - Roland Kalpas, polski major pilot, inżynier i konstruktor lotniczy (ur. 1908)
  - Józef Kwiatkowski, polski inżynier, wykładowca akademicki (ur. 1923)
- 1995:
  - Edward Ciuk, polski geolog, wykładowca akademicki (ur. 1909)
  - Adam Heymowski, polski heraldyk, historyk, socjolog, bibliotekarz (ur. 1926)
  - Ingo Schwichtenberg, niemiecki perkusista, członek zespołu Helloween (ur. 1965)
  - Jerzy Służewski, polski prawnik, wykładowca akademicki (ur. 1923)
- 1996:
  - Jack Churchill, brytyjski podpułkownik (ur. 1906)
  - Alfredo Vicente Scherer, brazylijski duchowny katolicki, arcybiskup Porto Alegre, kardynał pochodzenia niemieckiego (ur. 1903)
- 1997 – Andrzej Batko, polski biolog, mykolog, wykładowca akademicki (ur. 1933)
- 1998:
  - Andrzej Brycht, polski prozaik, poeta, reportażysta (ur. 1935)
  - Alexandre Gemignani, brazylijski koszykarz (ur. 1925)
  - Mustafa Hajrulahović Talijan, bośniacki generał (ur. 1957)
  - Ryszard Łużny, polski filolog, historyk literatury i kultury wschodniosłowiańskiej, tłumacz, wykładowca akademicki (ur. 1927)
  - Bolesław Świderski, polski bibliotekarz, bibliotekoznawca, wykładowca akademicki (ur. 1917)
- 1999:
  - Adolfo Bioy Casares, argentyński pisarz (ur. 1914)
  - Peggy Cass, amerykańska aktorka (ur. 1924)
  - Joe DiMaggio, amerykański baseballista pochodzenia włoskiego (ur. 1914)
  - Igor Jakuszenko, rosyjski pianista, kompozytor (ur. 1932)
- 2000 – Vilho Ylönen, fiński strzelec sportowy (ur. 1918)
- 2001:
  - Józef Doryń, polski działacz piłkarski (ur. 1926)
  - Jan Drzewiecki, polski generał brygady (ur. 1921)
  - Bent Hansen, duński piłkarz (ur. 1933)
  - Jan Piepka, kaszubski poeta, prozaik, dramaturg (ur. 1926)
  - Ninette de Valois, irlandzka tancerka baletowa, choreograf (ur. 1898)
- 2002:
  - Justin Ahomadégbé-Tomêtin, beniński polityk, premier Dahomeju, prezydent Beninu (ur. 1917)
  - Julian Brzozowski, polski rzeźbiarz (ur. 1925)
  - Dżansug Kachidze, gruziński dyrygent (ur. 1935)
- 2003:
  - Adam Faith, brytyjski piosenkarz, aktor (ur. 1940)
  - Stanisław Fołtyn, polski piłkarz (ur. 1936)
  - Jurij Gusow, rosyjski zapaśnik (ur. 1940)
- 2004:
  - Józef Gucwa, polski duchowny katolicki, biskup pomocniczy tarnowski (ur. 1923)
  - Alfons Lütke-Westhues, niemiecki jeździec sportowy (ur. 1930)
  - Robert Pastorelli, amerykański aktor (ur. 1954)
  - Ehrenfried Patzel, czechosłowacki piłkarz pochodzenia niemieckiego (ur. 1914)
- 2005:
  - Jerzy Baksalary, polski matematyk, wykładowca akademicki (ur. 1944)
  - Paula Karpinski, niemiecka polityk (ur. 1897)
  - Robert Luterek, polski entomolog, wykładowca akademicki (ur. 1931)
  - Asłan Maschadow, czeczeński polityk, prezydent Czeczeńskiej Republiki Iczkerii (ur. 1951)
  - Jan Radomski, polski lekkoatleta, średniodystansowiec (ur. 1945)
- 2006:
  - Brian Barratt-Boyes, nowozelandzki chirurg, kardiochirurg (ur. 1924)
  - Teresa Ciepły, polska lekkoatletka, sprinterka (ur. 1937)
  - Albert D. Schroeder, amerykański działacz religijny, członek Ciała Kierowniczego Świadków Jehowy (ur. 1911)
- 2007:
  - Marian Bekajło, polski reżyser, scenarzysta (ur. 1931)
  - John Inman, brytyjski aktor (ur. 1935)
- 2008:
  - Andrzej Grabowski, polski pisarz, dziennikarz, scenarzysta, reżyser (ur. 1970)
  - Tomasz Kucharzewski, polski karateka (ur. 1968)
- 2009:
  - Urszula Kaczmarska, polska piosenkarka (ur. 1936)
  - Hank Locklin, amerykański piosenkarz country, autor tekstów (ur. 1918)
  - Zbigniew Religa, polski kardiochirurg, polityk, senator, poseł na Sejm RP, minister zdrowia (ur. 1938)
  - Andrzej Samson, polski psycholog, psychoterapeuta (ur. 1947)
- 2010 – Guy Lapébie, francuski kolarz szosowy i torowy (ur. 1916)
- 2011 – Mike Starr, amerykański basista, kompozytor, członek zespołu Alice in Chains (ur. 1966)
- 2012:
  - Leonard Jakubowski, polski piosenkarz (ur. 1922)
  - Minoru Mori, japoński przedsiębiorca (ur. 1934)
- 2013:
  - Hartmut Briesenick, niemiecki lekkoatleta, kulomiot (ur. 1949)
  - Stanisław Głąbiński, polski ekonomista, dziennikarz, pisarz, publicysta (ur. 1924)
  - Jerzy Jabrzemski, polski dziennikarz sportowy (ur. 1918)
  - Marija Pachomienko, rosyjska piosenkarka (ur. 1937)
- 2014:
  - Gerrie de Bruyn, południowoafrykański bokser (ur. 1938)
  - William Guarnere, amerykański sierżant (ur. 1923)
  - Wendy Hughes, australijska aktorka (ur. 1952)
  - Larry Scott, amerykański kulturysta (ur. 1938)
  - Joanna Szczerbic, polska aktorka (ur. 1941)
  - Wiktor Szem-Tow, izraelski polityk (ur. 1915)
- 2015:
  - Pawło Chudzik, ukraiński piłkarz (ur. 1985)
  - Lasse Larsson, szwedzki piłkarz, trener (ur. 1962)
  - Lew Soloff, amerykański muzyk, kompozytor, pedagog pochodzenia żydowskiego (ur. 1944)
  - Wojciech Staręga, polski arachnolog (ur. 1936)
  - Karol Wolfke, polski prawnik, wykładowca akademicki (ur. 1915)
- 2016:
  - Luciano Di Palma, włoski judoka (ur. 1944)
  - George Martin, brytyjski producent muzyczny, kompozytor, dyrygent (ur. 1926)
  - Wojciech Skrodzki, polski krytyk sztuki, działacz LGBT (ur. 1935)
- 2017:
  - Lou Duva, amerykański trener i menadżer bokserski (ur. 1922)
  - Li Yuan-zu, tajwański polityk (ur. 1923)
  - George Olah, amerykański chemik, wykładowca akademicki, laureat Nagrody Nobla pochodzenia węgierskiego (ur. 1927)
  - Dave Valentin, amerykański flecista jazzowy (ur. 1952)
- 2018:
  - Józef Herbut, polski duchowny katolicki, teolog, filozof (ur. 1933)
  - Milko Kelemen, chorwacki kompozytor (ur. 1924)
  - Jan Krupski, polski poeta, publicysta, alpinista (ur. 1924)
  - Ewa Kurek, polska mikrobiolog (ur. 1943)
  - Togo D. West Jr., amerykański prawnik, polityk (ur. 1942)
  - Kate Wilhelm, amerykańska pisarka science fiction i fantasy (ur. 1928)
- 2019:
  - Kelly Catlin, amerykańska kolarka torowa i szosowa (ur. 1995)
  - Michael Gielen, austriacki dyrygent, kompozytor (ur. 1927)
  - Mesrob II Mutafian, ormiański patriarcha Konstantynopola (ur. 1957)
  - Eugeniusz Skrzymowski, polski inżynier, konstruktor (ur. 1925)
- 2020:
  - Max von Sydow, szwedzki aktor (ur. 1929)
  - Jerzy Tyranowski, polski prawnik, wykładowca akademicki (ur. 1942)
- 2021:
  - Josip Alebić, chorwacki lekkoatleta, sprinter (ur. 1947)
  - Norton Juster, amerykański architekt, pisarz (ur. 1929)
  - Rafael Palmero, hiszpański duchowny katolicki, biskup Orihuela-Alicante (ur. 1936)
  - Trevor Peacock, brytyjski aktor (ur. 1931)
  - Roman Pokora, ukraiński piłkarz, trener (ur. 1948)
  - Siergiej Sokołow, radziecki lekkoatleta, sprinter (ur. 1962)
- 2022:
  - Tomás Boy, meksykański piłkarz, trener (ur. 1952)
  - René Clemencic, austriacki muzykolog, dyrygent, flecista, klawesynista, kompozytor (ur. 1928)
  - Desisław Czukołow, bułgarski polityk, eurodeputowany (ur. 1974)
  - Fernando Maletti, argentyński duchowny katolicki, biskup Merlo-Moreno (ur. 1949)
  - Siergiej Mandrieko, tadżycki piłkarz (ur. 1971)
  - Wałerij Petrow, ukraiński piłkarz, trener (ur. 1955)
  - Henryk Renk, polski oceanolog, wykładowca akademicki (ur. 1930)
- 2023:
  - Italo Galbiati, włoski trener piłkarski (ur. 1937)
  - Bert I. Gordon, amerykański reżyser, scenarzysta i producent filmowy (ur. 1922)
  - Chaim Topol, izraelski aktor (ur. 1935)
- 2024:
  - Herbert Kroemer, niemiecki fizyk, wykładowca akademicki, laureat Nagrody Nobla (ur. 1928)
  - Tarako Isono, japońska aktorka (ur. 1960)
- 2025:
  - Ayo-Maria Atoyebi, nigeryjski duchowny katolicki, biskup Ilorin (ur. 1944)
  - Philippe Bär, holenderski duchowny katolicki, benedyktyn, biskup Rotterdamu, ordynariusz wojskowy Holandii (ur. 1928)
  - Stefania Cybulko, polska lekkoatletka, sprinterka (ur. 1937)
  - Krzysztof Hipsz, polski dziennikarz muzyczny i sportowy, publicysta (ur. 1953)
  - L.J. Smith, amerykańska pisarka (ur. 1965)